# Иванов, Андрей (священник)
Андрей Игнатов Иванов (28 ноября 1879 — 30 сентября 1923) — болгарский священник, член БКП и революционер.

## Биография
Окончил семинарию в Русе в 1906 г. и стал священником в селе Сливовик своего родного края. За непокорность пред церковными властями заточен на 6 месяцев в Преображенский монастырь.
В 1919 г. вступил в БКП(т.с.) и участвовал в её первом конгрессе. После июньского переворота 1923 г. работал как партийный курьер между Медковцом и Ломом.
Принял участие в Сентябрьском восстании и проявил себя как умелый командир в бою за Лом, руководил артиллерийским орудием в бою у железнодорожной станции Брусарци. Во время подавления восстания схвачен властями и повешен на телеграфном столбе в родном селе.

## Образ в литературе
В своей поэме «Сентябрь» Гео Милев, также позднее ставший жертвой белого террора, нарисовал образ попа Андрея с присущим ему драматизмом и героикой.